# شان بورک
شان بورک (انگلیسی: Sean Burke؛ زادهٔ ۲۹ ژانویهٔ ۱۹۶۷) بازیکن هاکی روی یخ اهل کانادا است.
از باشگاه‌هایی که در آن بازی کرده‌است می‌توان به فینیکس کایوتیس، فیلادلفیا فلایرز، تمپا بی لایتنینگ، ونکوور کناکز، و کارولینا هوریکانز اشاره کرد.